# Amenamevir
Az amenamevir (ASP2151) egy a Herpes simplex (HSV-1, HSV-2) és Varicella-zoster (övsömör, VZV) vírusok ellen alkalmazott nagy hatékonyságú oxadiazolil-fenil típusú vegyület. Hatását a virális DNS-szintézisért felelős helikáz-primáz enzimkomplex közvetlen inhibíciójával fejti ki, mely kedvezőbb farmakokinetikai profiljával innovációt jelent az eddig ismert nukleozid hatóanyagokkal (aciklovir, valaciklovir és famciklovir) szemben.
Az áttörést jelentő vegyületet eredetileg az Astellas Pharma Inc. (Tokyo, Japán) találta fel és fejlesztette a Maruho Co., Ltd. (Osaka, Japán) céggel együttműködve. A klinikai fejlesztést az Astellas Pharma Global Development és Astellas Pharma Europe vezette az Amerikai Egyesült Államokban és Európában, mígnem egy 1. fázisú vizsgálat során (15L-CL-019) az egyik egészséges résztvevőnél súlyos panaszok jelentkeztek, közöttük trombocitapénia (alacsony vérlemezkeszám), mely következtében a folyamatokat felfüggesztették. Később a Maruho Co., Ltd. megszerezte az amenamevir fejlesztéséhez szükséges licencet és az Astellas Pharma által irányított klinikai vizsgálatok eredményei alapján a japán Egészségügyi, Munkaügyi, és Népjóléti Minisztérium (MHLW) számára kérvényt nyújtott be a gyógyszerkészítmény forgalombahozatali engedélyéről. A japán gyógyszerügynökség (Pharmaceuticals and Medical Device Agency (PMDA)) támogatta a felterjesztést, így 2017. július 3-án a kérvényt elfogadták az amenamevir „Herpes zoster vírus kezelésére irányuló alkalmazására” hivatkozva. A készítmény Amenalief® márkanéven került forgalomba, 200 mg hatóanyagot tartalmazó tabletták formájában.

## Orvosi felhasználás
Az amenamevir hatóanyagot tartalmazó gyógyszerkészítmény a Herpes simplex (HSV-1, HSV-2) és Varicella-zoster (VZV) vírusok okozta megbetegedések (Herpes zoster) kezelésére javallott. A Herpes zoster egy virális bőrbetegség, melyet lappangó Varicella-zoster vírus reaktivációja okoz az idegdúcokban. Jellemző tünete egyoldalú dermatomális vezikuláris kiütés, mely akut herpetikus fájdalommal (AHP) társul. Amikor a hegek gyógyulásával a fájdalom nem szűnik meg, a krónikus fájdalmat okozó állapotot posztherpetikus neuralgiának (PHN) nevezzük.
Vizsgálatok alapján az amenamevir felezési ideje 8 óra, amely napi egyszeri adagolást tesz lehetővé, míg az aciklovirból/valaciklovirból napi 2-5 dózis szükséges a terápiás vérszint fenntartásához (t1/2= 2,5-3,3 óra). Az amenamevir maximális ajánlott klinikai dózisa 400 mg/nap. A kezelés időtartama 3-7 nap, amíg újabb kiütések már nem képződnek. Amennyiben egy hét múlva is jelen vannak klinikai tünetek, ajánlott másik terápiára váltani.

## Mellékhatások
A klinikai vizsgálatok során a részvevők átlagosan 10%-ánál lépett fel mellékhatás. A leggyakrabban előforduló jelenség az N-acetil-β-D-glükózaminidáz (NAG) és α1-mikroglobulin (A1M) mennyiségének növekedése volt a vizeletben. A NAG egy lizoszomális enzim, mely glükózamint hidrolizál oligszacharidokból. Az A1M fehérje feladata szabad gyökök és oxidatív ágensek, különösen a hem folyamatos eltávolítása a szövetekből a májba, ahol lebontódnak. Ezúton a fehérje védi a sejteket és szöveteket a magas hemoglobin és/vagy reaktív oxigénvegyületek (oxidatív stressz) okozta károktól.
A klinikai vizsgálatok első fázisában veseelégtelenségekkel küzdő pácienseket is bevontak az egyik kísérletbe (15L-CL-014). A tünetek mértéke és megjelenése szempontjából (incidencia) nem volt megfigyelhető jelentős különbség a mérsékelt vese diszfunkcióval (50 mL/min ≤ kreatinin clearance [CLcr] < 80 mL/min) és normál vesefunkciókkal (CLcr ≤ 80 mL/min) bíró alanyoknál. Az átmeneti jellegű mellékhatások további kezelések nélkül megszűntek. Az eredmények részletes tanulmányozása után a kutatók úgy döntöttek, hogy a készítmény kockázat nélkül adható veseproblémákkal küzdő pácienseknek is. A gyógyszer alkalmazása dialízist igénylő betegeknél azonban megfontolandó (legalacsonyabb mért CLcr =16,8 mL/min).
Egy másik első fázisú tanulmány során (15L-CL-019) súlyos trombocitopénia jelentkezett egy egészséges önkéntesnél. A vizsgálat 21. napján volt megfigyelhető a vérlemezke-térfogat csökkenése (13 x 103/μL), mely az ezt követő napokban tovább csökkent a detektálható szint alá. A többi laboreredmény nem mutatott negatív változást. A beteg állapotát idiopátiás trombocitopéniás purpuraként (ITP, alacsony vérlemezkeszám) diagnosztizálták, mely az egyik leggyakoribb autoimmun rendellenesség. Egy későbbi klinikai vizsgálat folyamán a harmadik fázisban (M522101-J01) az alanyok átlagosan 4-5%-a mutatott enyhe vérlemezkeszám-csökkenést (< 14 x 104/μL). Vizsgálatok alapján nem találtak összefüggést a hatóanyag hatásmechanizmusa és a vérlemezkék számának esése között, így a trombocitopénia kialakulásában az amenamevir közreműködésének esélye csekély. Az esetek nem indokolták a gyógyszerkészítmény visszavonását.
A 15L-CL-019 számú, klinikai első fázisban folytatott tanulmány alatt egy másik egészséges alany erős mellkasi fájdalomra panaszkodott az ismételt dózis bevitelének utolsó napját követően (28. nap). A résztvevőnél elektrokardiogramok felvétele után endocarditist (szívbelhártya-gyulladás) állapítottak meg. Habár az amenamevirt nem zárták ki, mint a rendellenesség potenciális okozóját, a páciens beavatkozás nélkül felépült. További vizsgálatokban 13 alanynál mérsékelt kardiovaszkuláris mellékhatásokat tapasztaltak, 3 páciensnél enyhe aritmiát. A hatóanyaghoz közvetlenül kapcsolódó figyelemre méltó hatásokat nem figyeltek meg, a kutatók szerint az amenamevir nincs veszélyes hatással a kardiovaszkuláris rendszerre.

## Toxicitás
A letális dózist egerekben >500 mg/kg-nak, kutyáknál >750 mg/kg-nak találták. Mutagén hatást nem figyeltek meg bakteriális reverz mutagenitási tesztekben, emlős sejteken végzett kromoszómaaberrációs esszékben, sem pedig egér csontvelő micronucleus vizsgálatokban. Egerekben és patkányokban a legmagasabb alkalmazott dózisnál (250 mg/kg /nap) sem tapasztaltak karcinogén hatást. Az ehhez tartozó plazmakoncentráció-idő görbe alatti terület (AUC0-24) átlagosan ötször nagyobb volt, mint az emberek számára megengedett maximális klinikai dózis okozta érték. A reproduktív rendszer és az embriók, valamint magzatok fejlődésében nem találtak a kezeléssel összefüggő abnormális változásokat a legnagyobb tesztelt dózisnál sem. Farmakológiai vizsgálatok nem mutattak említésre méltó hatást a központi idegrendszerre és a légzőrendszerre.

## Interakciók
Az amenamevir kölcsönhatását megvizsgálták rifampicin, midazolám, ketokonazol, ciklosporin, ritonavir és warfarin hatóanyagokkal, melyek közül utóbbi esetben nem tapasztaltak releváns változásokat.
Két nyílt (open-label) vizsgálattal azt kívánták meghatározni, hogy milyen hatással van 400 mg ketokonazol és 600 mg rifampicin többszöri adagolása egy egyszeri orális dózis amenamevir farmakokinetikájára. Két randomizált, kettős vak vizsgálat pedig annak megfigyelésére irányult, hogy több dózis amenamevir milyen hatást fejt ki egy dózis midazolám (7,5 mg) és warfarin (25 mg) kinetikájára.
400 mg amenamevir adminisztrációját követően a maximális plazmakoncentráció (Cmax) 1,30-szorosára, a plazmakoncentráció-idő görbe alatti terület nulla időpillanattól végtelenig (AUC0-∞) 2,58-szorosára nőtt ketokonazol jelenlétében az amenamevir egyedüli beviteléhez képest. Rifampicin esetén az amenamevir plazmakoncentrációja több mint a felére csökkent, a görbe alatti terület (3115 ng∙h/mL) pedig csupán töredéke volt az amenamevirnél tapasztalt értéknek (18 658 ng∙h/mL). 400 mg amenamevir többszöri adagolása után ugyanezen értékek a midazolámmal folytatott kísérletben közel a felére csökkentek.
Az eredmények alapján a kutatók at a következtetést vonták le, hogy az amenamevir, mint citokróm P450 3A4 szubsztrát, kölcsönhatásba tud lépni ketokonazollal és rifampicinnel, illetve az említett enzimet indukáló vegyületként midazolámmal is. Mivel warfarinnal nem történt megfigyelhető interakció, az amenamevir valószínűleg nem indukálja a citokróm P450 2C9-et.
Három további tanulmány szintén a CYP3A enzimekkel kapcsolatos lehetséges farmakokinetikai interakciókat próbálta feltárni újfent midazolám (CYP3A szubsztrát), valamint ciklosporin (CYP3A szubsztrát és inhibitor) és ritonavir (CYP3A inhibitor) vegyületek alkalmazásával. Egészséges önkéntesekben az amenamevir a korábbiakhoz hasonlóan elősegítette a midazolám metabolizmusát és kiürülését (52%-kal csökkentette a plazmakoncentrációt). Ez alapján hasonló hatással lehet más CYP3A szubsztrátok farmakokinetikájára is. A ciklosporin csökkentette az amenamevir koncentrációját (Cmax és AUC0-∞), azonban ez esetben további vizsgálatokra van szükség az interakció mechanizmusának megismerésére. 1200 mg amenamevir sem volt semmilyen hatással a ciklosporin kinetikájára. A ritonavir egyszeri dózisa is nagymértékben akadályozta az amenamevir kiürülését. A CYP3A enzimek további inhibitorainak (eritromicin, itrakonazol) koadminisztrációjával nagy eséllyel fokozható az amenamevir plazmakoncentrációja.
A kísérletek alapján elmondható, hogy az amenamevir részt vehet CYP3A irányította farmakokinetikai interakciókban. Ennek ismeretében a dozírozást ajánlott odafigyeléssel kezelni amennyiben citokróm P450 szubsztrátot, inhibitort vagy induktort is alkalmaznak a terápia során.

### Kombinált terápia
Az amenamevir használata kombinált terápiában egyéb HSV-1, HSV-2 és VZV ellenes szerekkel (aciklovir (ACV), penciklovir (PCV), valaciklovir (VACV) és vidarabin (VDB)) lehetséges. A nukleozid analógokkal végzett in vitro, illetve in vivo kísérletekben az amenamevir ACV, PCV, valamint VACV-vel együtt alkalmazva ACV-szuszceptibilis herpesz vírusokkal szemben jelentősen eredményesebb hatást fejtett ki, mint a készítményt önmagában adagolva. VDB jelenlétében a hatóanyag csupán additív hatást mutatott HSV-2 ellen, de szinergia volt megfigyelhető Varicella zoster vírus esetében (P < 0,05).
A herpesz vírus DNS replikációjának folyamatában a helikáz mintegy kitekeri a kettős hélixet, míg a primáz a DNS polimerizációhoz szükséges primereket szintetizálja. A HSV-1 helikáz aktivitásának tanulmányozása megmutatta, hogy a DNS polimerizáció a sebesség meghatározó lépés és a vezető szál DNS polimeráz által végzett szintézise nem befolyásolja a DNS duplex kitekeredésének sebességét. Az amenamevir nukleozid hatóanyagokkal való együttes alkalmazása mind a helikáz-primáz aktivitást, mind a DNS polimerizációt gátolhatja a vírus genom DNS replikációjában. Ezúton feltehetőleg hatással van a replikáció fent említett sebesség meghatározó lépésére, mivel a helikáz és/vagy primáz aktivitás inhibíciója csökkenti a DNS polimeráz szubsztrátját – az egyszálú DNS templátot.
A betegség előrehaladásának megakadályozásában a különböző herpesz-ellenes gyógyszerek tehát kombinálhatóak, mellyel a monoterápiánál akármelyik hatóanyagot tekintve erőteljesebb hatást érhetünk el és akár komolyabb esetek úgymint herpes encephalitis vagy immunoszupresszióval küzdő páciensek is gyógyíthatóak.

## Farmakológia

### Hatásmechanizmus
Az elmúlt évtizedek során Varicella zoster herpesz vírusfertőzések kezelésére alkalmazott terápiában a szintetikus nukleozid vegyületek játszották a főszerepet. Az aciklovir és penciklovir, valamint prodrugjaik, a valaciklovir és famciklovir egy herpesz vírus-specifikus timidin kináz (TK) általi foszforilációt igényelnek, majd a gazdasejt kinázai biológiailag aktív nukleotid trifoszfátokká alakítják azokat. Ezek a származékok szelektív inhibíciót fejtenek ki a virális DNS polimerázra (kompetitív inhibíció guanozin-trifoszfáttal) és megakadályozzák a vírus DNS láncának növekedését. A TK enzimet kódoló gén mutációja sok esetben azonban a fenti nukleozid analógok rezisztenciáját okozza.
A felvázolt eset elkerülhető olyan újszerű, közvetlenül a virális DNS-szintézisért felelős helikáz-primáz enzimfehérjét támadó antivirális szerekkel (HPI, helicase-primase inhibitor), mint az amenamevir. A helikáz-primáz komplex egy heterotrimer (három különböző fehérje alegységből (subunit) álló: helikáz, primáz, kofaktor) virális fehérjekomplex, mely a vírusok DNS replikációjában esszenciális feladatokat lát el. Számos enzimatikus aktivitással bír, név szerint az UL5 helikáz subunit katalizálta DNS helikáz és ssDNS-dependens adenozin-trifoszfatáz (ATPáz) funkciók és a primáz aktivitás, melyet pedig az UL52 primáz alegység katalizál.
Az amenamevir vírus ellenes hatása mögött rejlő mechanizmus a DNS-szintézis iniciálásának akadályozása a helikáz-primáz közvetlen inhibíciójával. A feltevést, miszerint az amenamevir célpontja a helikáz-primáz komplex, rezisztens HSV-1 törzseken végzett kísérletek is alátámasztják, melyek során aminosav szubsztitúciók voltak megfigyelhetők az UL5 és UL52 alegységekben. A folyamatban a hatóanyagnak nincs kompetitív vegyülete és a kutatások szerint az oxadiazolil-fenil molekularész kulcsfontosságú szerepet játszik.
Az a minimális ASP2151-koncentráció, amely a HSV-1 DNS replikációját (DNS helikáz aktivitást) szinte teljes mértékben gátolta, 0,1 μmol/L. Az ssDNS-dependens ATPáz funkció gátlása 0,078 μmol/L átlagos IC50 értékkel ment végbe koncentrációfüggő módon, mely összhangban van a HSV-1 KOS törzsével szemben produkált antivirális aktivitással (EC50= 0,036 μmol/L). Az amenamevir a primáz aktivitás inhibícióját már 0,03 μmol/L koncentrációnál kifejtette. A VZV, HSV-1 és HSV-2 replikációt 0,047, 0,036 és 0,028 μmol/L EC50-es koncentrációkban akadályozta. Aciklovirra érzékeny VZV törzsek inhibíciója amenamevir, illetve ACV által 0,038-0,10 μmol/L és 1,3-5,9 μmol/L EC50 értékek közé esett. ASP2151 az ACV-rezisztens Kanno-Br mutáns ellen is hatásos volt, amely csökkent szuszceptibilitást mutatott aciklovirhoz (EC50= 27 μmol/L) 0,082 μmol/L EC50-es értékkel. A méréseket valós idejű PCR tesztekkel végezték. Az antivirális vegyületek a fertőzést követő 10 órán belül sikeresen megfékezték a vírus replikációt.

### Farmakokinetika
Az amenamevir kedvező farmakokinetikai profilja (nincs szükség prodrugra vagy gyakori hatóanyag-bevitelre a biohasznosulás javítása és hosszabb felezési idő érdekében) mögött rejtőző mechanizmus az eddigi nukleozid típusú vegyületekkel szemben a gyors felszívódással és lassú metabolizmussal köthető össze.
Egyszeri orális dózis adminisztrációját követően az emberi plazmában mérhető maximális koncentráció átlagosan 2 óra múlva érhető el (tartomány: 1,92-2,50 óra/100-300 mg). Többszöri hatóanyag-bevitel esetén (300 mg) körülbelül 3-4 óra elteltével észlelhető ugyanazon Cmax érték. Az eredmények gyors abszorpciót és disztribúciót sejtetnek. A biohasznosulás 40% egy dózis szájon át történő bevétele után. In situ abszorpciós adatok alapján az amenamevir főleg a vékonybélben szívódik fel.
A legtöbb vizsgálatot a bevett módon rágcsálókon végezték el, mivel az aciklovir farmakoinetikája emberekben és rágcsáló állatokban nem mutat különbséget. A hatóanyag megoszlását radioaktív izotópos jelöléssel követték. A 3.14 L/kg-os eloszlási térfogat (volume of distribution in steady state, Vdss) extenzív disztribúciót mutat a szövetekben. A radioaktivitás vérben történő eloszlása 31,5-48.8%-ot eredményezett 0,25-8 órával az orális és intravénás adminisztráció után. 1 órával a dózis beadását követően a koncentráció a legmagasabb volt a májban, vékonybélben, Harder mirigyben, vesében és a vastagbélben. Alacsony radioaktivitást észleltek a combcsontban, herékben, csontvelőben és az agyban. A bőrben, ahol a hatóanyagtól hatás kifejtését várnánk mérsékelt radioaktivitást mértek. 24 órával a bevitelt követően a radioaktív koncentráció minden szövetben kevesebb, mint 2%-a volt a mért maximális szinteknek. A májban és vesében tapasztalt magas radioaktív disztribúció arra enged következtetni, hogy az amenamevir származékai számára az epével és vizelettel történő exkréció a fő útvonal.
Összesen 10 metabolitot sikerült izolálni, melyek az R1-R10 jelöléseket kapták. A vegyületek kémiai szerkezetét LC/MS és NMR spektroszkópiával határozták meg. Egy 43 perces retenciós idővel rendelkező ismeretlen származékot (Mo2) β-glükuronidázzal való inkubálás és HPLC vizsgálat után az R6 metabolit glükuronidjaként azonosítottak.
A legtöbb származék oxidatív metabolit, ami arra utal, hogy az amenamevir metabolizmusában a triszubsztituált benzol gyűrű egyik metil csoportjána oxidációja kapja a főszerepet. A folyamatokat főként a citokróm P450 3A4 enzim katalizálja. Emellett az oxadiazol konverziója a megfelelő amidinekké, illetve a hidroxil-származékok (R5-6) glükuronidációja a legfontosabb lépések.
A kiválasztódott vegyületek közül legnagyobb mennyiségben amenamevirt, R10 és Mo2 metabolitokat mértek a vizeletben 50, 21,2, valamint 12,5%-os arányban. Az epében az Mo2, R5 és R3 származékok 30,6, 19,3, illetve 17,8%-ban voltak megtalálhatók. Az R5 és annak alárendelt metabolitok (R1, R3 és R9) a vizeletben és epében lévő dózis 0,75, valamint 12,14%-át alkották. Az R6 molekula és Mo2-es metabolitja a dózis 1,19% (vizelet) és 10,16%-át (epe) tették ki. Az R10 vegyület mérésekor az előzőeknek megfelelően a 2,01% (vizelet) és 0,66% (epe) értékeket kapták. A vizsgálatokat összegezve a teljes metabolizmusra nézve az R5 és R6 származékok keletkezése fontosabb, mint az R10 vegyületé.
Az átalakult vegyületek a vizsgálatok alapján főként az epével és széklettel ürülnek. 14C-amenamevir szájon át történő bevitele után 96 órával a dózis 10%-a a vizelettel, 90%-a a széklettel távozott a szervezetből.
Az enterohepatikus körforgás megfigyelésére szintén radioaktív izotópot tartalmazó hatóanyagot juttattak közvetlenül a rágcsáló tesztalanyok patkóbelébe. 48 órán belül a dózis adminisztrációját követően a radioaktív vegyületek 17,87%-át az epéből, 4,22%-át a vizeletből nyerték vissza, mely az enterohepatikus recirkuláció jelenlétét jelzi.
A vizsgálatok során azt is megfigyelték, hogy az amenamevir képes reverzibilisen kötődni a melaninhoz, így átjutni a placentán is és az anyatejbe ürülni. Az emberi plazmában a hatóanyag fehérjékhez való kötődése 75,0-75,3%-os.

## Klinikai vizsgálatok

### Fázis I
Az első klinikai vizsgálatot (15L-CL-001) Japánban végezték el a farmakokinetikai paraméterek meghatározása céljából. A randomizált kísérlet során az egészséges önkéntesek böjtölés alatt egy dózis amenamevirt (1 kapszula) vagy placebot kaptak. A 15L-CL-006 vizsgálat a vegyület biohasznosulásának meghatározására irányult 800 mg hatóanyagot tartalmazó kapszula és tabletta formájában. A crossover kísérlet már az országon kívül 3 periódusban történt, ahol a véletszerűen kiválasztott egészséges alanyok az étrend szabályozása mellett kaptak egy-egy kapszulát és/vagy tablettát. Abban az esetben, amikor a gyógyszert nem sokkal étkezés után adminisztrálták az AUC∞ és Cmax majdnem kétszeresére nőtt, ezért a további vizsgálatokban hasonló körülményeket alkalmaztak.
A farmakokinetika kiterjedt tanulmányozását célzó, többszöri dózisbevitellel lejátszódott vizsgálat során (15L-CL-003) Japánban 20-44, illetve 65-79 éves egészséges férfiaknak véletlenszerűen egy héten keresztül, naponta adtak 300, valamint 600 mg amenamevirt tartalmazó kapszulát. Az AUC∞ és Cmax értékek a 7. nap végeztével alacsonyabbnak bizonyultak a kísérlet első napján mért adatokhoz képest. A 300 mg-ot kapó résztvevők körében nem volt megfigyelhető különbség a kinetikában a fiatalabb és idősebb alanyok között. Ezzel ellentétben az idősebb korosztályban magasabb paramétereket mértek 600 mg hatóanyag adminisztrációja után. A tömegmérleg vizsgálat 200 mg 14C-izotóppal jelölt amenamevir egyszeri bevitelével zajlott. 168 órával később az exkréció 20,6 és 74,6%-ban oszlott meg a vizeletben, illetve a székletben.
Az 15L-CL-008, -009, -010, -018, M522101-EU21, -EU22, -EU23, -EU24 és -EU25 tanulmányok folyamán potenciális interakciókat vizsgálták 400 mg amenamevir és további, kiegészítő terápiában használt hatóanyagok között. Az amenamevir plazmakoncentrációja csökkent rifampicin (CYP3A4 induktor) és ciklosporin, ugyanakkor növekedett ketokonazol és ritonavir (CYP3A4 inhibitorok) jelenlétében. A midazolám (CYP3A4 szubsztrát) és bupoprion (CYP2B6 szubsztrát) vegyületek koncentrációja a vérben amenamevir együttes alkalmazásával csökkent.

### Fázis II
A fázis II-ben végrehajtott 15L-CL-221 kísérlet során valaciklovir kontroll mellett 4 párhuzamos csoportban hasonlították össze 100, 200 és 400 mg amenamevir napi dózis, illetve 3x1000 mg/nap valaciklovir hatását Herpes zoster kezelésében (1:1:1:1 arány). Az elsődleges cél egy hatásos, biztonságos és tolerálható dózis kiszámítása volt. A kísérletben 20-80 éves férfiak és nők (várandós hölgyek nem) vettek részt, akiket 72 órán belül a kiütések megjelenését követően helyi herpesz fertőzéssel diagnosztizáltak. Összesen 286 alany vett részt a vizsgálatban (400 mg amenamevir csoport, n = 66; 200 mg csoport, n = 76; 100 mg csoport, n = 73; és VACV csoport, n = 71). A páciensek azon hányada, akiknél újabb hegek jelentek meg a 4. napon a következő: 90.9% (400 mg, 60/66), 85.5% (200 mg, 65/76), 87.7% (100 mg, 64/73) és 87.3% (VACV, 62/71). A Cmax és AUC értékeket két dózis beadása között eltelt időintervallumra vonatkoztatva 200 mg amenamevir esetén 1,26 μg/mL és 14,6 mg∙h/mL, 400 mg hatóanyaggal kezelt betegeknél 1,94 μg/mL és 22,9 mg∙h/mL-re becsülték. A májat érintő mérsékelt diszfunkciókkal szenvedő pácienseknél (Child-Pugh B) nem találtak változásokat.

### Fázis III
A klinikai vizsgálatok harmadik fázisába tartozó M522101-J01 kísérlet 2013 és 2015 között zajlott. A valaciklovir-kontrollált kettős vak vizsgálathoz véletlenszerűen beválogatott 735 alanyt három párhuzamos csoportba osztották. A tanulmány egyszeri 200 és 400 mg/nap dózis amenamevir hatását hasonlította össze napi 3 dózis (1000 mg) valaciklovirral. A kutatók célja a 200, illetve 400 mg-os dózis hatásosságának és biztonságának bizonyítása volt Herpes zoster kezelésében 72 órán belül a kiütések megjelenése után. A résztvevőkkel szemben támasztott kritériumok és az adminisztráció beosztása a 15L-CL-221 vizsgálatnak megfelelően történtek.
A gyógyszerkészítmény hatásosnak bizonyult, amennyiben a projekt 4. napján már nem keletkeztek új pörsenések. Az emberek 81,1% (400 mg csoport, 197/243 fő), 69,6% (200 mg, 172/247 fő) és 75,1%-ánál (VACV, 184/245 fő) nem észleltek újonnan megjelenő kiütéseket. Másodsorban a hegek gyógyulása, a fájdalom megszűnése és a vírus eltűnése volt a cél. Az egyes csoportok között a felsoroltakat tekintve nem volt kiugró különbség, a 200 és 400 mg-os, amenamevirt tartalmazó készítményt hasonló módon tolerálta a szervezet, mint a valaciklovirt. A páciensek 10,0% (400 mg amenamevir), 10,7% (200 mg), valamint 12,0%-a (VACV) mutatott nem kívánatos mellékhatásokat, melyek közül a leggyakoribb az N-acetil-β-D-glükózaminidáz és az α1-mikroglobulin mennyiségének növekedése volt a vizeletben. 91 nappal a hatóanyag bevitelét követően a betegek 1,0% (400 mg), 1,9% (200 mg) és 1,0%-ánál (VACV) fordult elő posztherpetikus neuralgia (PHN), mely hosszantartó, meglehetősen erős regionális fájdalmmal járó állapot. Az eredmények alapján az amenamevir és valaciklovir hasonló mértékben előzi meg a PHN kialakulását.

## Kémia
Habár az intermediereket és a végterméket illetően hozamok, teljes spektrális jellemzés és a kristályosítás körülményei nem ismertek, egy reprezentatív szintetikus megközelítésről az amenamevir előállítására beszámolnak a kutatók. 2,6-dimetilanilint etil-brómacetáttal kezelnek bázikus körülmények között, majd a keletkezett köztiterméket tetrahidro-2H-tiopirán-4-karbonil-klorid-1,1-dioxiddal reagáltatják piridin jelenlétében, így jutnak a kívánt anilin származékhoz. Az észter lúgos hidrolízisét (elszappanosítását) követően a vegyületet a megfelelő karbodiimiddel aktiválják és 4-(1,2,4-oxadiazol-3-il)-anilinnel való kapcsolással megkapják az amenamevirt.